# Jade Edmistone
Jade Edmistone (* 6. Februar 1982 in Brisbane) ist eine australische Schwimmerin, die sich auf die kurzen Bruststrecken spezialisiert hat. Sie lebt und trainiert in Brisbane.

## Werdegang
Edmistone trat zuerst bei den australischen Kurzbahnmeisterschaften 2004 groß in Erscheinung, als sie im Finale einen neuen Kurzbahnweltrekord über 50 m Brust (29,90 s) aufstellte. Auf dieser Strecke holte sie daraufhin ihre größten internationalen Erfolge. Bei den Kurzbahnweltmeisterschaften 2004 in Indianapolis gewann sie über diese Strecke die Silbermedaille. Bei den Weltmeisterschaften 2005 in Montreal wurde Edmistone Weltmeisterin, bei den australischen Vorausscheidungen zu den Commonwealth Games 2006 stellte sie einen neuen Weltrekord auf. Bei den Commonwealth Games selbst gewann sie über 50 und 100 m Brust die Silbermedaille. Sie wurde 2006 in Shanghai Kurzbahn-weltmeisterin über 50 m Brust und in der 4-mal-100-Meter-Lagenstaffel, außerdem gewann sie über 100 m Brust die Bronzemedaille.